# Ophiothrix trindadensis
Ophiothrix trindadensis is een slangster uit de familie Ophiotrichidae.
De wetenschappelijke naam van de soort werd in 1970 gepubliceerd door Luiz Roberto Tommasi.